# غرام تلميذة (فلم)
غرام تلميذة هو فيلم مصري عرض عام 1969، بطولة نجلاء فتحي وأحمد رمزي وتوفيق الدقن وسهير البابلي، من تأليف محمد أبو يوسف ومن إخراج حلمي حليم.

## قصة الفيلم
ضحى تلميذة، حلوة وشقية، وكثيرًا ما تستخدم الكذب كحيلة للهرب من المواقف والمآزق التي تقع فيها، رغم ذلك يحبها أحمد، ولكن لا أحد يصدق كلامها مهما كان حقيقيًا، تشاهد ضحى جارتها فردوس تقتل رجلاً بمساعدة توفيق ويستوليان منه على حقيبة مليئة بالنقود، ولكن عندما تصرح بذلك لا يصدقها أحد، تذهب ضحى إلى أحمد وتخبره بما شاهدت لكنه لا يصدقها، وينصحها بالذهاب إلى الشرطة إذا كانت صادقة، تذهب ضحى إلى البوليس، لكن الضابط يتذكر أنها سبق أن تقدمت ببلاغ كاذب والذي أدعت فيه أن ثعبانًا لدغها، ورغم ذلك يرسل معها ضابطًا إلى شقة فردوس بحجة أنه وكيل صاحب العمارة ويتفقد الضابط الشقة فلا يجد أثرًا لأي جريمة، وعندما يعرف توفيق أن ضحى اكتشفت أمره يضع خطة لقتلها، يختلف توفيق مع فردوس حول نصيب فردوس في النقود ويحاول قتلها فتخطف حقيبة النقود وتهرب، يجري توفيق وراءها ويراهما أحمد ويطاردهما، وينجح مع ضحى في الإمساك بالقاتل.

## طاقم التمثيل
- نجلاء فتحي: (ضحى)
- أحمد رمزي: (أحمد)
- توفيق الدقن: (توفيق)
- سهير البابلي: (فردوس)
- فتحية شاهين: (والدة ضحى)
- سمير غانم: (ضيف شرف)
- جورج سيدهم: (ضيف شرف)
- أحمد الحداد: (ضيف شرف)
- عادل المهيلمي: (ضابط المباحث)
- سعيد خليل: (القتيل)
- عبد الغني النجدي: (جاد الله - البواب)
- محمد خليل: (معاون المباحث)
- محمد شوقي: (الشاويش)
- حسين إسماعيل: (الشاويش)
- علي عرابي
- سمير رستم
- نادية أنور
- شهيرة عبد السلام
- سامية الطوخي
- برنسة عبد الغني

## فريق العمل
- إخراج: حلمي حليم
- تأليف: محمد أبو يوسف
- مدير التصوير: علي خير الله
- مونتاج: حسين أحمد
- إنتاج: الفيلم العربي (هالة حلمي حليم)
- توزيع: المؤسسة المصرية العامة للسينما